# Voto di preferenza
Il voto di preferenza è il voto espresso da un elettore per un candidato all'interno di una lista elettorale. 

## Descrizione
Si tratta di un'espressione del voto, aggiuntiva rispetto alla scelta della lista elettorale, presente in alcuni sistemi elettorali di tipo proporzionale: quando il voto di preferenza è previsto, nell'ambito di ciascuna lista sono eletti i candidati con più voti di preferenza, in numero pari ai seggi spettanti a quella lista; se invece il voto di preferenza non è previsto, la lista si dice bloccata e i candidati sono eletti secondo un ordine precostituito. 
L'espressione del voto di preferenza non è utile nei sistemi elettorali maggioritari puri, nei quali la lista vincente elegge il suo unico candidato (sistema maggioritario uninominale) oppure tutti i candidati in blocco (sistema maggioritario plurinominale), cosicché la preferenza dell'elettore nell'ambito della lista votata è ininfluente ai fini dell'individuazione degli eletti, ma lo è in altre tipologie.

## Benefici e svantaggi
Sull'opportunità di consentire il voto di preferenza vi sono argomenti sia a favore sia contro. Da un lato esso conferisce all'elettore un maggiore potere di scelta, permettendogli di scegliere non solo la lista, ma anche le persone da eleggere all'interno della lista; in regime di liste bloccate questa scelta è invece compiuta dalle segreterie dei partiti. Dall'altro lato, però, alcuni paventano che il voto di preferenza possa alimentare la corruzione e il voto di scambio come metodi a cui alcuni candidati potrebbero ricorrere per prevalere sugli altri.
Per ridare agli elettori il potere di scegliere gli eletti anche in presenza di liste bloccate, alcuni suggeriscono di ricorrere alle elezioni primarie per la compilazione delle liste. Questo sistema però non elimina i timori di corruzione e voto di scambio, in quanto la competizione tra i candidati non verrebbe eliminata, ma soltanto spostata dalle elezioni politiche alle primarie.

## Nel mondo

### Italia
In Italia, la legge elettorale proporzionale promulgata nel 1946 per le elezioni legislative prevedeva la possibilità di esprimere fino a quattro voti di preferenza, scrivendo sulla scheda elettorale i cognomi dei candidati prescelti oppure i loro numeri di lista. Già a quell'epoca si espressero critiche alla gestione che del sistema delle preferenze veniva fatta dai partiti: Lelio Basso nel 1953 scrisse a Pietro Nenni che "salvo l'obbligo a favore del Segretario del Partito, credo che sarebbe assai meglio lasciare libere le preferenze, in modo che gli eletti siano veramente gli eletti del Partito e non gli eletti dell'apparato federale".
Il referendum tenutosi nel 1991 aveva modificato la legge consentendo un solo voto di preferenza; questa modifica fu applicata unicamente durante le elezioni politiche del 1992, in quanto nel 1993 venne varata una nuova legge elettorale, la legge Mattarella, che introduceva un sistema misto maggioritario-proporzionale con liste bloccate, eliminando quindi completamente il voto di preferenza. Anche la successiva legge elettorale entrata in vigore nel 2005, la legge Calderoli, ha mantenuto il sistema delle liste bloccate. Il voto di preferenza è invece tuttora previsto dai sistemi elettorali usati per le elezioni comunali, regionali ed europee.
Il dibattito italiano intorno alla possibilità di reintrodurre il voto di preferenza, rianimatosi in occasione dell’elaborazione della legge elettorale italiana del 2015 (cosiddetto Italicum), vede due fronti contrapposti sui diversi aspetti controversi. Innanzitutto, in riferimento alla rappresentatività e al mantenimento del legame con il territorio: se per alcuni il voto di preferenza è l’unico modello in grado di garantirli, per i contrari, invece, la maggiore rappresentatività delle preferenze è un mito da sfatare; lo dimostrerebbe il fatto che la maggior parte dei Paesi democratici opta per sistemi elettorali diversi senza che venga messa in dubbio la loro capacità rappresentativa. Secondo questi ultimi, il vero elemento discriminante dei sistemi sembrerebbe riguardare la fase della selezione dei candidati: con le preferenze ciascun candidato affronta la competizione elettorale autonomamente (anche in dissenso col partito), mentre con le liste i candidati sono soltanto quelli graditi ai partiti. Quindi si avrà un Parlamento di nominati e non di eletti, ovvero la rappresentatività sarà intermediata dal partito in coerenza con le norme costituzionali.
Altro fronte di contrapposizione è tra coloro i quali sostengono che un sistema elettorale che non preveda il voto di preferenza determini la composizione di un Parlamento di nominati dai partiti e non di eletti dal popolo, poiché, in tal modo, quest’ultimo non sceglierebbe liberamente il proprio candidato. Di contro, c’è chi sostiene che le preferenze siano il mezzo con il quale i candidati, e gli eventuali gruppi di interesse nazionali o locali che li appoggiano, entrano in competizione con gli altri candidati del loro stesso partito. Con le preferenze, quindi, alla competizione fra partiti si sostituirebbe quella interna tra i candidati dello stesso partito.
Corruzione e aumento dei costi della politica sono altri ambiti toccati dal dibattito: secondo i contrari alla reintroduzione del voto di preferenza, nei sistemi elettorali che lo prevedono esso potrebbe essere un fattore di aumento della corruzione, poiché rimette nelle mani dei poteri locali, o addirittura della malavita organizzata, il controllo dei voti. Inoltre, il voto di preferenza esproprierebbe i partiti del compito di selezionare i candidati, aumentando i costi necessari per la campagna elettorale. Augusto Antonio Barbera, professore emerito di diritto costituzionale presso l’Università di Bologna, ha spiegato le ragioni storico-politiche, oltreché tecniche, della propria posizione contraria all’introduzione delle preferenze nel sistema elettorale. Principalmente, il professore le individua nella memoria storica legata al periodo di Tangentopoli, nel problema della frantumazione del sistema politico e nella prevalenza di organizzazioni portatrici di microinteressi, tutti considerati effetti distorsivi dell’introduzione del sistema delle preferenze.  Il peso di tali fattori, tuttavia, è stato messo in dubbio da diversi studiosi. L’associazione tra l'aumento della corruzione e la presenza del voto di preferenza è per alcuni un luogo comune, poiché anche sistemi elettorali basati sulle primarie e lsulle liste non sono esenti da tale fenomeno, che è perciò esogeno. Nei sistemi dove sono presenti le primarie, infatti, il fatto che esse siano aperte a tutti ne consentirebbe l'inquinamento da parte del partito avverso a quello che le ha organizzate. L'eventuale diffusione della corruzione derivante dal voto di preferenza, inoltre, potrebbe essere ridotta se esso venisse esercitato nell’ambito di collegi di ridotte dimensioni.
Altro tema al quale adducono i contrari alla reintroduzione del voto di preferenza, quale sua diretta conseguenza, è l’aumento del costo della politica. Gli effetti negativi dovuti a una reintroduzione delle preferenze andrebbero dall’aumento dei costi della politica, alla prevalenza di una logica clientelare e di un sistema politico che favorisce i detentori del potere economico. L'aumento dei costi della politica, invece, non sembra rappresentare la regolarità per i favorevoli alla reintroduzione delle preferenze e, in ogni caso, le spese elettorali possono essere efficacemente regolate per ridurre tale effetto. Peraltro, nel caso di voto di preferenza, l’aumento dei costi dipende dalle spese del singolo candidato presso i territori che presidia.
La giurisprudenza prevalente del Consiglio di Stato è ferma nel ritenere che è nullo il voto che contenga l'espressione di preferenza per un nominativo che non corrisponde a quello di nessuno dei candidati, perché in caso di non nullità questa erronea indicazione è un palese segno di riconoscimento del voto.

### Belgio
Nelle elezioni in Belgio non esiste una limitazione ai voti di preferenza: sulla scheda elettorale sono scritti tutti i nomi dei candidati e l'elettore può esprimere la preferenza per quanti candidati vuole all'interno di una stessa lista. È vietato votare per candidati di diverse liste, questo voto è dichiarato nullo.
Fino al 1991, non era possibile esprimere più di un voto di preferenza alle elezioni legislative (Camera e Senato), ma era possibile votare per un candidato della lista degli effettivi e per uno della lista dei supplenti, dello stesso partito. A partire dal 1991 il sistema di voto è diventato lo stesso per tutte le elezioni.
I voti per la lista sono ridistributi tra i primi candidati della lista. Il sistema di ridistribuzione è stato cambiato alcune volte per dare più peso ai voti di preferenza e meno ai voti di lista. Quindi le campagne elettorali sono adesso molto più individuali: ciascun candidato fino all'ultimo della lista può sperare di essere eletto.

### Olanda e Paesi scandinavi
In questi paesi è consentito esprimere un voto di preferenza; tale voto è anche obbligatorio.

### Lussemburgo
Per le elezioni comunali in Lussemburgo è possibile votare per più di un candidato, anche di diverse liste.